# Rhabdomastix shansica
Rhabdomastix shansica là một loài ruồi trong họ Limoniidae. Chúng phân bố ở miền Cổ bắc.